# Pribislao de Wagria
Pribislao (fl. 1131-m. después de 1156) fue un príncipe abodrita que gobernó en Wagria como "reyezuelo" (regulus) y residió en Liubice, gobernando una mitad de las tierras abodritas, estando la otra mitad gobernada por Niklot.

## Biografía
Pribislao era el hijo de Budivoi, y sobrino de Enrique. Después del asesinato de Canuto Lavard en 1131, las tierras abodritas fueron divididas entre Pribislao y Niklot, con el primero de ellos recibiendo Wagria y Polabia y el segundo, Mecklemburgo hasta el río Peene; Pribislao recibió el título de regulus, o reyezuelo y residió en Liubice. Seguidor del paganismo eslavo, Pribislao fue descrito por el emperador Lotario III, de quien era dependiente, como un enemigo del cristianismo y un idólatra.
Después de la muerte de Lotario en 1137, el yerno de Lotario, Enrique el Soberbio y margrave Alberto el Oso lucharon por el ducado de Sajonia. Pribislao se aprovechó de la lucha para rebelarse contra la autoridad del Sacro Imperio Romano Germánico destruyendo el nuevo castillo de Segeberg e invadiendo Holstein en el verano de 1138. Los sajones de Holstein y Stormarn bajo el mando de Enrique de Badewide lideró un enorme contraataque al invierno siguiente. Otra campaña holsaciana en el verano de 1139 devastó a los habitantes eslavos de Wagria y colocó el territorio bajo control alemán.
Los eslavos bajo el gobierno de Pribislao fueron reducidos a vivir en la esquina noreste de Wagria. El príncipe se quejó al obispo de Oldemburgo que la exacción de impuestos y la opresión de los señores sajones estaban esencialmente expulsando a los wagrios al mar Báltico. Los eslavos conservaban sus antiguas prácticas religiosas, como la veneración al dios Porewit, cerca de Oldemburgo. Los martes Pribislao celebraban una corte con sacerdotes paganos y representantes de la población eslava. El conde Adolfo II de Holstein al final se ganó a Pribislao a través de regalos, y Pribislao se convirtió al catolicismo en 1156.